# Centro Habana
Centro Habana là một trong 15 đô thị (municipio trong tiếng Tây Ban Nha) thuộc thành phố Havana, Cuba. Đây là nơi tập trung các khu bán lẻ và các tòa nhà văn phòng, trung tâm thương mại, khách sạn cũng như Phố Tàu. Khu vực này có mật độ dân số cao nhất Havana nhưng có diện tích nhỏ nhất trong các đô thị của thành phố này.
Hạ tầng thành phố được xây 450 năm trước đã bị xuống cấp nặng vào thập niên 1990 sau khi Liên Xô tan rã. Năm 1996, các dự án nâng cấp cải tạo được khởi động.

## Dân số
Năm 2004, dân số Centro Habana là 158.151. với diện tích 4 km² (1,5 mi²), và mật độ dân số 39.537,8người/km² (102.402,4người/sq mi).